# Building America's Future
Building America's Futureは、2024年アメリカ合衆国大統領選挙でドナルド・トランプや他の共和党候補者を積極的に支援するため、イーロン・マスクが資金提供している政治的非営利組織である。

## オペレーション

### Progress 2028
「Progress 2028」は、Building America's Futureが実行したカマラ・ハリスに対する偽情報キャンペーンである。あたかもカマラ・ハリスが支援するプロジェクト2025に反対するキャンペーンであるかのように見せかけられていたが、実際にはBuilding America's Futureによって完全に管理されていた。「Progress 2028」という名称の団体は2024年9月26日にBuilding America's Futureによって登録され、その数日後に関連するウェブサイトと広告キャンペーンが展開された。

## 資金
このグループは、2021年に1,100万ドル、2022年に5,300万ドルの収益を上げた。2022年、イーロン・マスクが献金を開始した。